# Powiat miastecki
Powiat miastecki – powiat istniejący w latach 1945–1975 na terenie obecnych powiatów: bytowskiego, człuchowskiego, słupskiego (woj. pomorskie) i szczecineckiego (woj. zachodniopomorskie). Jego ośrodkiem administracyjnym było Miastko. Powiat wchodził w skład województw: gdańskiego (1945–1946), szczecińskiego (1946–1950) oraz koszalińskiego (1950–1975). Po reformie administracyjnej w 1975 roku niemal całe terytorium powiatu znalazło się w województwie słupskim poza niewielką częścią z Białym Borem, która pozostała w województwie koszalińskim.

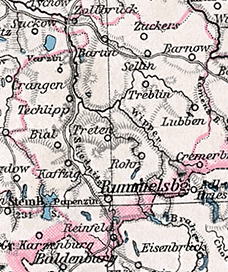
Mapa niemieckiego powiatu miasteckiego z 1905 r. Początkowo polski powiat posiadał identyczne granice

## Historia
Powiat miastecki został utworzony 14 marca 1945 na mocy uchwały Rady Ministrów. Granice powiatu odpowiadały dotychczasowemu powiatowi Rummelsburg i. Pom., który istniał na tym terenie w latach 1724–1945.
Pierwsze inauguracyjne posiedzenie Powiatowej Rady Narodowej odbyło się 31 października 1945, a rada składała się z 16 członków.

## Zmiany terytorialne
1 lipca 1952 roku powiat miastecki składał się z 1 miasta i 7 gmin:
- miasto Miastko
- gminy Barcino, Kawcze, Kołczygłowy, Łubno, Wałdowo, Warcino i Wołcza Wielka

1 stycznia 1958 roku do powiatu miasteckiego przyłączono miasto Biały Bór oraz gromady Biały Bór i Koczała z powiatu człuchowskiego a także gromadę Kazimierz z powiatu szczecineckiego; równocześnie z powiatu miasteckiego wyłączono gromadę Kołczygłowy i włączono ją do powiatu bytowskiego.

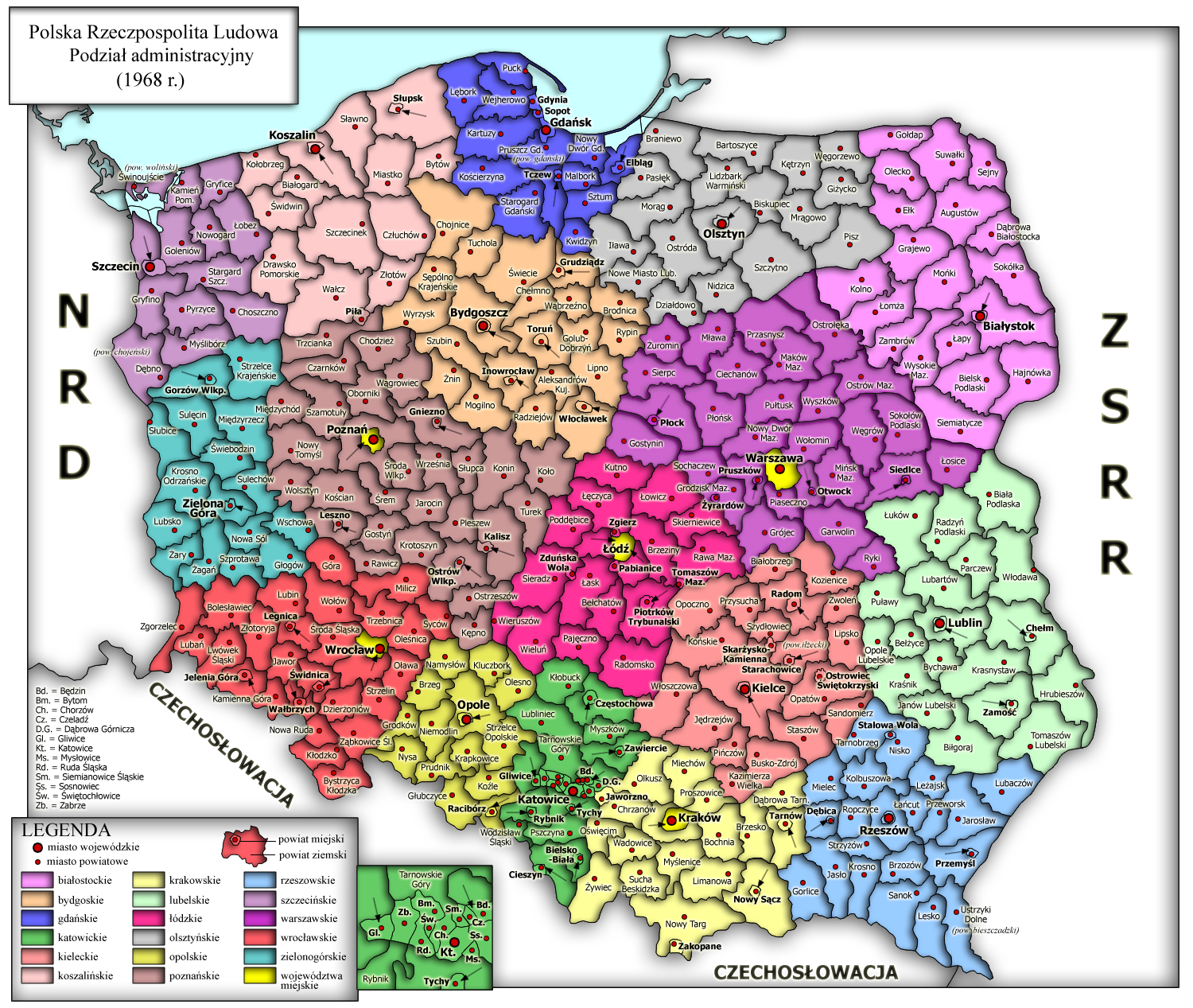
Powiat miastecki na mapie podziału administracyjnego w 1968 r.

1 stycznia 1973 roku powiat miastecki składał się z 3 miast i 6 gmin:
- miasta: Biały Bór, Kępice i Miastko
- gminy: Biały Bór, Kępice, Koczała, Miastko, Trzebielino i Żabno (gmina Koczała należała do 1954 do powiatu człuchowskiego, pozostałe to nowe jednostki)

## Szkolnictwo
W 1965 na terenie powiatu znajdowały się następujące szkoły:

### Szkoły podstawowe
- 79 szkół podstawowych (w tym dwie w stolicy powiatu – Miastku)

### Szkoły średnie
- Liceum Ogólnokształcące w Miastku
- Liceum Ogólnokształcące dla Pracujących w Miastku
- Technikum Leśne w Warcinie
- Zasadnicza Szkoła Zawodowa w Miastku
- Technikum Skórzane (młodzieżowe i dla pracujących) w Miastku
- Technikum Rachunkowości Rolnej w Białym Borze
- 8 szkół przysposobienia rolniczego z eksperymentalną szkołą w Łodzierzy

### Szkoła muzyczna
- Szkoła Muzyczna w Miastku (powstała 15 stycznia 1971)

## Włodarze powiatu
W latach 1945–1950 starości miasteccy.
- Kazimierz Kokoszkiewicz (30.06.1945 - 3.07.1946)

W latach 1950–1973 przewodniczący Prezydium Powiatowej Rady Narodowej w Miastku
W latach 1973–1975 naczelnicy powiatu
- Wacław Kowalski (1945–1946)[4]
- Kazimierz Bardoński (1946–1948)[5]
- Tadeusz Ozga (1948–1949)[6]
- Jerzy Skupiewski (1949–1951)[7]
- Władysław Trojanowski (1950–19??)[8]
- Antoni Badowski[9]
- Stanisław Stanisz (1952–195?)[10]
- Czesław Domin[9]
- Bolesław Malecha (19??–1969–1971–19??)[11]
- Marek Kutyłowski[9]
- Tadeusz Pałczyński[9]
- Marek Kutyłowski (1973–1975)[9]

## Informacje różne
W 1965 na terenie powiatu znajdowało się:
- 25 gospodarstw PGR
- 15 kółek rolniczych
- 12 bibliotek
- 88 punktów bibliotecznych
- 7 czytelni wiejskich
- 56 świetlic i klubów
- 21 klubo-kawiarni "Ruch"

Ponadto na terenie powiatu znajdowały się wówczas zakłady:
- Garbarnia Kępice I
- Garbarnia Kępice II (w 1965 oba zakłady zatrudniały około 1500 pracowników)
- Fabryka Rękawiczek i Odzieży Skórzanej w Miastku (w 1965 fabryka zatrudniała około 600 osób)

## Próba reaktywacji
W związku z reformą administracyjną w 1999 roku zrodziła się inicjatywa odtworzenia powiatu miasteckiego. W wyniku szczegółowych analiz okazało się, że w chwili obecnej Miastko nie spełnia podstawowych wymogów aby móc pretendować do siedziby ewentualnego powiatu. Głównym powodem był fakt że za przynależnością do powiatu miasteckiego opowiedziały się (oprócz gminy Miastko) tylko dwie gminy: Koczała i Trzebielino — gmina Biały Bór (wstępnie wnioskowana do tego powiatu) zdecydowała się jednak za powiatem szczecineckim, gdzie w przeciwieństwie do Miastka zlokalizowane były wszystkie podstawowe instytucje rangi powiatowej (w Miastku nie było w tym czasie Sądu Rejonowego tylko Roki Sądowe oraz Urzędu Skarbowego). Innym powodem była zbyt mała liczba mieszkańców przyszłego powiatu – niecałe 28.000.
Tak więc powiatu nie przywrócono w roku 1999 mimo protestów mieszkańców, a Miastko włączono do powiatu bytowskiego.